# 肉
고기육(고기肉)은 한자 부수의 하나. '肝', '育' 따위에 쓰일 때는 자형이 月 또는 ⺼로, 명칭은 육달월(肉달月)로 바뀐다.

## 月과의 차이점

### 의미상의 차이
月 부수에 속하는 한자는 보통 시간과 관련이 있고, 육달월 부수에 속하는 한자는 몸이나 고기 등과 관련이 있다.
- 月의 예 : 期(기약할 기), 朝(아침 조), 望(바랄 망) 등
- 肉달월의 예 : 肝(간 간), 豚(돼지 돈), 肩(어깨 견) 등

### 형태상의 차이
육달월은 변(글자의 왼쪽)이나 발(글자의 아래쪽)로 사용되고, 달월(月)은 방(글자의 오른쪽)으로 사용된다.
또한, 이는 月이 부수로 사용되지 않더라도 같다.
- 明(밝을 명) = 日(날 일) + 月
- 筋(힘줄 근) = 竹(대나무 죽) + 肉(→月) + 力(힘 력)

다만, 다음과 같은 예외사항이 있다.
- 朦(흐릴 몽)과 朧(흐릴 롱)의 月은 변으로 쓰였지만 육달월이 아니다.
  - 服(옷 복)의 경우 변으로 쓰인 月은 舟(배 주)의 변형이다. 하지만 月부에 속한다.
- 胡(오랑캐·턱 밑살 호)의 月은 방으로 쓰였지만 육달월이다.

## 옥편에서 찾는 방법
肉부에서 찾으면 변형되지 않은 肉부의 글자와 함께 들어 있다.

## 참고 사항
육달월을 오른쪽으로 기울여 쓴 글자도 있다. 
- 대표적인 예로, 炙(고기 구울 적)이 있다. 炙은 肉(→기울인 月) + 火(불 화)로된 글자이다.

그러나 이런 형태가 포함된 글자의 부수는 肉도 月도 아닌 다른 부수이다.